# ガース・ジェニングス
ガース・ジェニングス（英: Garth Jennings、1972年3月4日 - ）は、イギリスの映画監督、脚本家、映画プロデューサー、俳優、作家である。監督作品には、『銀河ヒッチハイク・ガイド』『リトル・ランボーズ』『SING/シングシリーズ』などがある。制作会社Hammer & Tongsを共同設立した。

## 経歴
5歳の時に『スター・ウォーズ エピソード4/新たなる希望』に影響され、11歳の頃父の友人が売っていたビデオカメラを使って友人と『ランボー』のような映画を作り始めたことをインタビューで語っている。後にセント・マーチン芸術大学に入学したジェニングスは、後に共同作業者となるニック・ゴールドスミスとドミニク・ラングに出会い、1993年、制作会社Hammer & Tongsを設立した。この制作会社は、主にミュージックビデオの演出や脚本を担当していた。レディオヘッドの楽曲「Lotus Flower」のミュージックビデオで、ジェニングスは第54回グラミー賞にノミネートされた。
ジェニングスは、ダグラス・アダムズ原作の同名のメディア・フランチャイズの過去の作品を基にした2005年のSFコメディ映画『銀河ヒッチハイク・ガイド』など、数多くの映画を監督した。
サッチャー政権下の英国の黎明期の夏を舞台にした『リトル・ランボーズ』は、『ランボー』に触発されたアマチュア映画を作ろうとする2人の男子学生の青春物語である。本作は2007年1月22日に2007年サンダンス映画祭でプレミア上映された。その後、ニューポート・ビーチ映画祭、シアトル国際映画祭、トロント国際映画祭、グラスゴー映画祭などで上映された。本作は、第51回BFIロンドン映画祭でも上映された。『リトル・ランボーズ』は、2008年4月4日に英国で公開され、同年5月2日に米国で限定公開された。
2014年1月、ジェニングスがユニバーサル・ピクチャーズとイルミネーションのため、コメディアニメ映画の脚本と監督を務めることが発表された。その結果、2016年12月に『SING/シング』が公開された。また、バスター・ムーンの事務員として働く高齢のイグアナ、ミス・クローリーの声も担当した。続編のタイトルは『SING/シング2』で、2021年12月22日の公開を予定している。
2018年、ジェニングスは『マダム』という短編映画を監督・脚本・共同制作した。本作の舞台は、エレガントな老婦人が暮らすパリの豪邸。そしてその女性の中にはモンスターが住んでいる。

## 作品

### 出演映画
- ショーン・オブ・ザ・デッド（2004年）ファン・デッド・ゾンビ 役
- 銀河ヒッチハイク・ガイド（2005年）フランキー・マウス 役（声の出演）
- ホット・ファズ -俺たちスーパーポリスメン!-（2007年）クラック・アディクト 役
- ファンタスティック Mr.FOX（2009年）ビーンの息子 役（声の出演）
- ワールズ・エンド 酔っぱらいが世界を救う!（2013年）パブの男5 役
- SING/シング（2016年）ミス・クローリー 役（声の出演）
- カム・トゥギャザー: ファッションピクチャー・イン・モーション（英語版）（2016年）フリッツ 役
- ひと目惚れの恋（2017年）ミス・クローリー 役（声の出演）
- ペット2（2018年）ハムスター 役（声の出演）
- SING/シング2（2021年）ミス・クローリー 役（声の出演）

### 監督映画
| 公開年 | タイトル邦題 / 原題                                          | 役職             | 備考     |
| ------ | ------------------------------------------------------------ | ---------------- | -------- |
| 2005   | 銀河ヒッチハイク・ガイドThe Hitchhiker's Guide to the Galaxy | 監督             |          |
| 2008   | リトル・ランボーズSon of Rambow                              | 監督、脚本       |          |
| 2016   | SING/シングSing                                              | 監督、脚本       |          |
| 2018   | マダムMadame                                                 | 監督、脚本、制作 | 短編作品 |
| 2021   | SING/シング2Sing 2                                           | 監督、脚本       |          |

### 監督ミュージック・ビデオ
| 公開年 | タイトル                     | アーティスト       |
| ------ | ---------------------------- | ------------------ |
| 1997   | Hit                          | The Wannadies      |
| 1997   | Bentley's Gonna Sort You Out | Bentley Rhythm Ace |
| 1997   | Help the Aged                | Pulp               |
| 1998   | A Little Soul                | Pulp               |
| 1998   | Cancer for the Cure          | Eels               |
| 1998   | Last Stop: This Town         | Eels               |
| 1998   | The Flipside                 | Moloko             |
| 1999   | Coffee And TV                | Blur               |
| 1999   | Pumping on Your Stereo       | Supergrass         |
| 1999   | Right Here, Right Now        | Fatboy Slim        |
| 1999   | Summertime Blues             | Guitar Wolf        |
| 2000   | Theme from Gutbuster         | Bentley Rhythm Ace |
| 2000   | Disillusion                  | Badly Drawn Boy    |
| 2001   | Pissing in the Wind          | Badly Drawn Boy    |
| 2001   | Imitation Of Life            | R.E.M.             |
| 2002   | Lost Cause                   | Beck               |
| 2005   | Hell Yes                     | Beck               |
| 2005   | Low C                        | Supergrass         |
| 2007   | Nude                         | Radiohead          |
| 2008   | A-Punk                       | Vampire Weekend    |
| 2009   | Cousins                      | Vampire Weekend    |
| 2011   | Lotus Flower                 | Radiohead          |
| 2013   | Ingenue                      | Atoms For Peace    |